# Arena Football League
A Arena Football League (AFL) foi a principal liga de futebol americano de arena dos Estados Unidos. Sua primeira temporada foi em 1987 com quatro times, tendo sete no seu auge. A liga, que já vinha com problemas financeiros fazia quase uma década, declarou falência em novembro de 2019, encerrando suas atividades após esse ano. A temporada anunciou seu retorno em 2023, com a temporada de retomada acontecendo em 2024.

## Formato

### Temporada regular
A liga é dividida em duas conferências (Americana e Nacional) e quatro divisões, cada uma com quatro equipes (Leste, Central, Sul e Oeste) e consiste em um cronograma de 10 semanas, com jogos realizados às quintas-feiras, sábados, domingos e segundas-feiras.

### Playoffs
As três melhores equipes (um total de 12 equipes) com as melhores campanhas dentro da divisão vão para os playoffs e os líderes da divisão passam direto para a primeira rodada. A primeira rodada consiste no vice-campeão da divisão hospedando a terceira colocada. A rodada divisional consiste no líder da divisão hospedando o vencedor da primeira rodada. Os vencedores da rodada divisional avançam para as finais da conferência, onde os vencedores então competirão na ArenaBowl.

## Arena Bowl
| Arena Bowl | Data                  | Campeão              | Placar | Vice-campeão          | Ginásio                           |
| ---------- | --------------------- | -------------------- | ------ | --------------------- | --------------------------------- |
| I          | 1 de agosto de 1987   | Denver Dynamite      | 45-16  | Pittsburgh Gladiators | Pittsburgh Civic Arena            |
| II         | 30 de julho de 1988   | Detroit Drive        | 24-13  | Chicago Bruisers      | Rosemont Horizon                  |
| III        | 18 de agosto de 1989  | Detroit Drive        | 39-26  | Pittsburgh Gladiators | Joe Louis Arena                   |
| IV         | 11 de agosto de 1990  | Detroit Drive        | 51-27  | Dallas Texans         | Joe Louis Arena                   |
| V          | 17 de agosto de 1991  | Storm                | 48-42  | Detroit Drive         | Joe Louis Arena                   |
| VI         | 22 de agosto de 1992  | Detroit Drive        | 56-38  | Orlando Predators     | Orlando Arena                     |
| VII        | 21 de agosto de 1993  | Storm                | 51-31  | Detroit Drive         | Joe Louis Arena                   |
| VIII       | 2 de setembro de 1994 | Arizona Rattlers     | 36-31  | Orlando Predators     | Orlando Arena                     |
| IX         | 1 de setembro de 1995 | Storm                | 48-35  | Orlando Predators     | Tropicana Field                   |
| X          | 26 de agosto de 1996  | Storm                | 42-38  | Iowa Barnstormers     | Iowa Veterans Memorial Auditorium |
| XI         | 25 de agosto de 1997  | Arizona Rattlers     | 55-33  | Iowa Barnstormers     | US Airways Center                 |
| XII        | 23 de agosto de 1998  | Orlando Predators    | 62-31  | Storm                 | St. Pete Times Forum              |
| XIII       | 21 de agosto de 1999  | Indiana Firebirds    | 59-48  | Orlando predators     | Pepsi Arena                       |
| XIV        | 20 de agosto de 2000  | Orlando predators    | 41-38  | Nashville Kats        | TD Waterhouse Centre              |
| XV         | 19 de agosto de 2001  | Grand Rapids Rampage | 64-42  | Nashville Kats        | Van Andel Arena                   |
| XVI        | 18 de agosto de 2002  | San José SaberCats   | 52-14  | Arizona Rattlers      | HP Pavilion at San Jose           |
| XVII       | 22 de junho de 2003   | Storm                | 43-29  | Arizona Rattlers      | St. Pete Times Forum              |
| XVIII      | 27 de junho de 2004   | San José SaberCats   | 69-62  | Arizona Rattlers      | America West Arena                |
| XIX        | 12 de junho de 2005   | Colorado Crush       | 51-48  | Georgia Force         | Thomas & Mack Center              |
| XX         | 11 de junho de 2006   | Chicago Rush         | 69-61  | Orlando predators     | Thomas & Mack Center              |
| XXI        | 29 de junho de 2007   | San José SaberCats   | 55-33  | Columbus Destroyers   | New Orleans Arena                 |
| XXII       | 27 de julho de 2008   | Philadelphia Soul    | 59-56  | San Jose SaberCats    | New Orleans Arena                 |
| XXIII      | 20 de agosto de 2010  | Spokane Shock        | 69-57  | Storm                 | Spokane Veterans Memorial Arena   |
| XXIV       | 12 de agosto de 2011  | Jacksonville Sharks  | 73-70  | Arizona Rattlers      | US Airways Center                 |
| XXV        | 10 de agosto de 2012  | Arizona Rattlers     | 72-54  | Philadelphia Soul     | New Orleans Arena                 |
| XXVI       | 17 de agosto de 2013  | Arizona Rattlers     | 48-39  | Philadelphia Soul     | Amway Center                      |
| XXVII      | 23 de Agosto de 2014  | Arizona Rattlers     | 72-32  | Cleveland Gladiators  | Quicken Loans Arena               |
| XXVIII     | 29 de Agosto de 2015  | San Jose Sabercats   | 68-47  | Jacksonville Sharks   | Stockton Arena                    |
| XXIX       | 26 de Agosto de 2016  | Philadelphia Soul    | 56-42  | Arizona Rattlers      | Gila River Arena                  |
| XXX        | 26 de Agosto de 2017  | Philadelphia Soul    | 44-40  | Storm                 | Wells Fargo Center                |
| XXXI       | 28 de Julho de 2018   | Washington Valor     | 69–55  | Baltimore Brigade     | Royal Farms Arena                 |
| XXXII      | 11 de Agosto de 2019  | Albany Empire        | 45–27  | Philadelphia Soul     | Times Union Center                |